# Boloria arsilache
Boloria arsilache är en fjärilsart som beskrevs av Eugen Johann Christoph Esper 1780. Boloria arsilache ingår i släktet Boloria och familjen praktfjärilar. Inga underarter finns listade i Catalogue of Life.